# Eskils kanal
Eskils kanal är en muddrad kanal i Göteborg som förbinder Fiskebäck och Önnered. Den muddrades i mitten av 1900-talet på rekommendation av Önneredsbon och fiskaren Eskil Magnusson för att få bättre cirkulation på vattnet i Önnereds hamn. Den dåliga cirkulationen berodde på att man dumpade sten och jord på Sjöbacken vid byggandet av Frölunda torg och ledde till att fiskefångster som hölls i sumpar i hamnen dog.

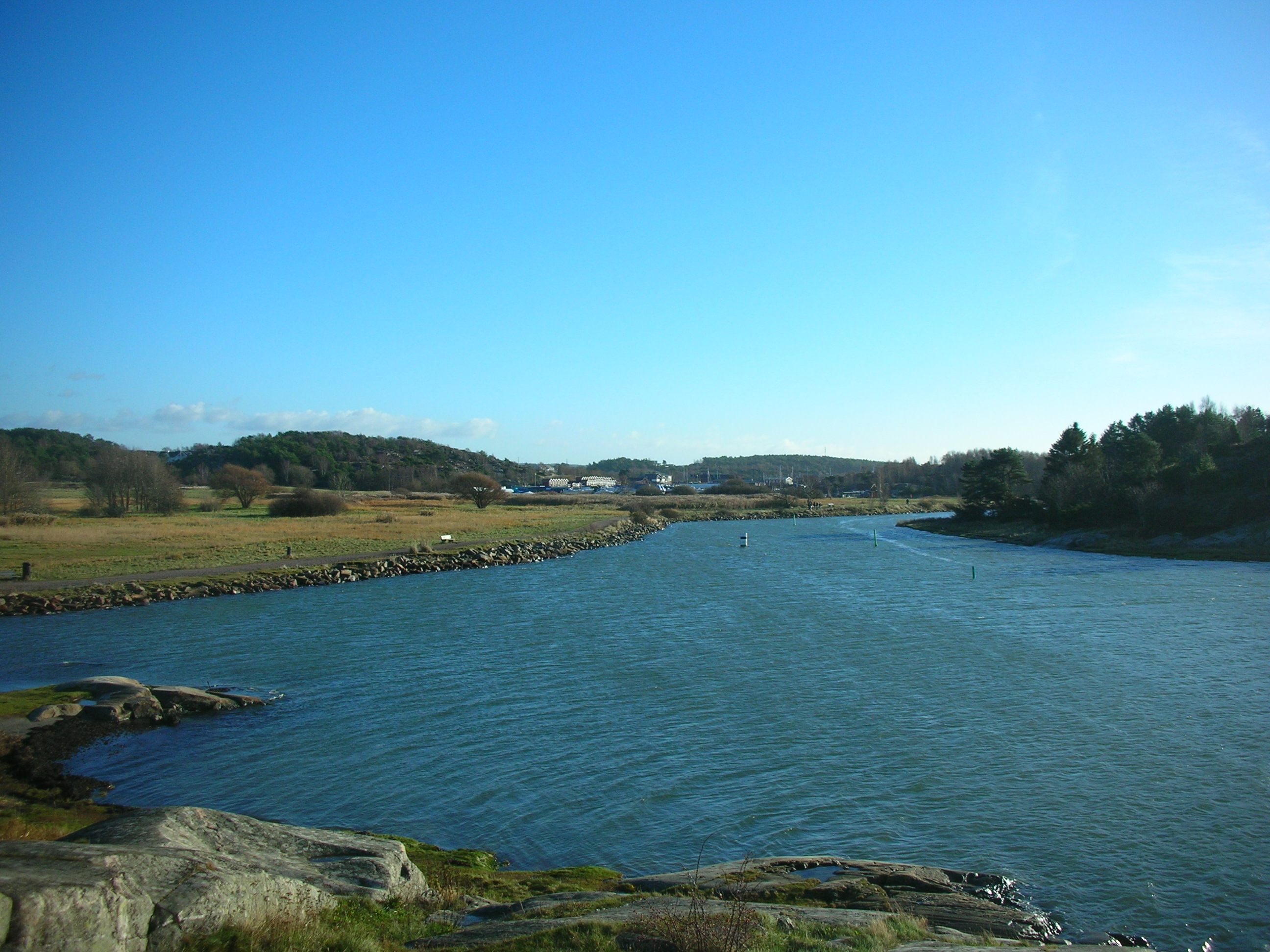
Eskils kanal sedd från Fiskebäcks-hållet, norr om kanalen. Stora Rösö på höger sida. Sjöbacken ( "Tippen") på vänster sida.
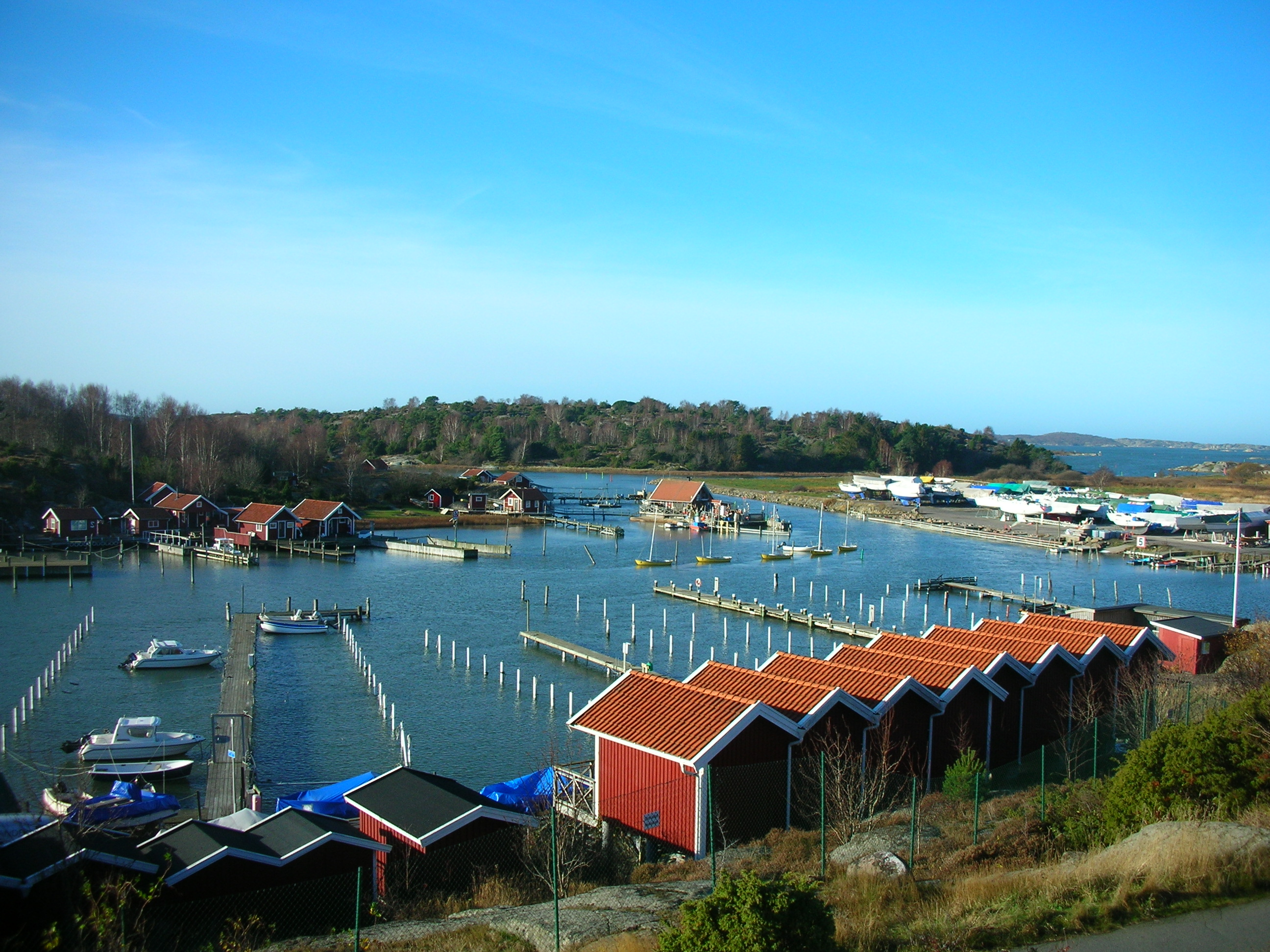
Eskils kanal med Önnereds båthamn i förgrunden. Lilla Rösö rakt fram till vänster och stora rösö rakt fram.